# Chesias tangens
Chesias tangens là một loài bướm đêm trong họ Geometridae.